# Nabicula propinqua
Nabicula propinqua är en insektsart som först beskrevs av Reuter 1872.  Nabicula propinqua ingår i släktet Nabicula och familjen fältrovskinnbaggar. Inga underarter finns listade i Catalogue of Life.